# Adéla Sýkorová
Adéla Sýkorová est une tireuse sportive tchèque née le 5 février 1987 à Zlín.

## Carrière
Adéla Sýkorová remporte la médaille de bronze de l'épreuve de carabine à 50 mètres 3 positions dames aux Jeux olympiques d'été de 2012 à Londres.